# Tjörnarps landskommun
Tjörnarps landskommun var en tidigare kommun i dåvarande Kristianstads län.

## Administrativ historik
Kommunen bildades i Tjörnarps socken i Västra Göinge härad i Skåne när 1862 års kommunalförordningar trädde i kraft.
Vid kommunreformen 1952 uppgick kommunen i Sösdala landskommun. Denna del utbröts därur 1969 och överfördes till Höörs kommun och Malmöhus län.

## Politik

### Mandatfördelning i Tjörnarps landskommun 1938-1946
| 5 | 11 | 4 |

| 20 |

| 6 | 11 | 3 |

| 20 |

| 6 | 12 | 2 |

| 20 |